# Muhammadu Buhari
Muhammadu Buhari (Daura, 17 de dezembro de 1942 – Londres, 13 de julho de 2025) foi um político nigeriano, foi presidente de seu país entre 2015 e 2023, e líder militar da reserva (major-general) do Exército da Nigéria. Também foi presidente de seu país de 31 de dezembro de 1983 à 27 de agosto de 1985, após um golpe militar contra Shehu Shagari. Em 2015, foi eleito presidente civil.

## Biografia
Nascido em 17 de dezembro de 1942, em Daura, Estado de Katsina, de seu pai Adamu e sua mãe Zulaihat, sendo o vigésimo terceiro filho de seu pai. Buhari foi criado por sua mãe, depois que seu pai morreu quando ainda era criança e tinha cerca de quatro anos de idade. Sua origem étnica é fula e sua religião é o Islã.
No final de 1983, Buhari foi um dos líderes do golpe de estado contra o presidente nigeriano Shehu Shagari e foi nomeado presidente da Junta militar que comandaria o país dali em diante. Contudo, Buhari governou até agosto 1985, quando foi deposto pelo general Ibrahim Babangida, que participou da derrubada de Shagari. Nos seus 20 meses de poder, Buhari construiu uma reputação de austero e intolerante.
Após a redemocratização do país, Buhari, já como general da reserva, retornou a política e aderiu ao Congresso de Todos os Progressistas (APC). Ele foi candidato a presidência nas eleições de 2003, 2007 e 2011, não sendo bem-sucedido em nenhuma delas.
Nas eleições de 2015, ele derrotou o incumbente Goodluck Jonathan sendo eleito assim presidente. Foi reeleito em 2019.
A 30 de junho de 2022, foi agraciado com o grau de Grande-Colar da Ordem do Infante D. Henrique, de Portugal.

## Morte
Buhari morreu no dia 13 de julho de 2025, aos 82 anos, em Londres, Inglaterra, após uma "longa doença".